# Juan María Maestre
Juan María Maestre y Lobo (El Puerto de Santa María, 11 de diciembre de 1828 - Sevilla, 18 de marzo de 1910) fue un general y político carlista español.

## Biografía
Era hijo de Juan María Maestre y Maestre (1787-1865) y Rosario Lobo y Malagamba (1798-1833). En enero de 1842, a la edad de trece años, ingresó en la Academia de Artillería, saliendo de la misma en julio de 1847 con el grado de teniente. En 1867 fue ascendido a teniente coronel.
Tras la Revolución de 1868 abandonó el Ejército liberal, y al estallar la tercera guerra carlista en 1872, se presentó a Don Carlos, ofreciéndole sus servicios y una crecida cantidad recaudada por suscripción entre varios carlistas de Andalucía, que sirvió para la compra de cañones de que precisaba el Ejército carlista.
Con el empleo de brigadier fue nombrado por Don Carlos comandante general de Artillería; dirigió con éxito los fuegos en los sitios de Portugalete, Bilbao e Irún, y participó en los de Guetaria, Hernani y línea del Carrascal. Impulsó el arma de Artillería, creando en Azpeitia la Academia de Oficiales de Artillería de campaña.
Según manifestó el propio Maestre, la rendición de la Seo de Urgel en 1875 le hizo variar el plan que tenía de pasar a Cataluña con el fin de dar a la Artillería de aquella región igual organización que la que tenía la de las provincias del Norte. Obtuvo la Medalla de Vizcaya, la Gran Cruz Roja del Mérito Militar, la Medalla de Carlos VII y la faja de Mariscal de Campo, que le fue concedida el 30 de marzo de 1875. Tomó parte después en la acción de Oteiza y, terminada la guerra, emigró con su rey a Francia.
Tras regresar a España, en 1887 fue nombrado delegado de Don Carlos y jefe de la Comunión Tradicionalista en Andalucía y Extremadura, y en 1889 jefe de Andalucía. En 1893 fue ascendido a teniente general del Ejército carlista. Era maestrante de la Real de Caballería de Sevilla.